# Келчув
Келчув (пол. Kiełczów) — село в Польщі, у гміні Длуґоленка Вроцлавського повіту Нижньосілезького воєводства.
Населення — 10 572 осіб (2021).
У 1975-1998 роках село належало до Вроцлавського воєводства.

## Демографія
Демографічна структура станом на 31 березня 2011 року
|          | Загалом | Допрацездатний вік | Працездатний вік | Постпрацездатний вік |
| -------- | ------- | ------------------ | ---------------- | -------------------- |
| Чоловіки | 1837    | 440                | 1305             | 92                   |
| Жінки    | 1913    | 440                | 1200             | 273                  |
| Разом    | 3750    | 880                | 2505             | 365                  |